# Fotinì Peluso
Fotinì Peluso (* 1. Januar 1999 in Rom) ist eine italienische Schauspielerin.

## Leben
Fotinì Peluso wurde in Rom als Tochter eines italienischen Vaters und einer griechischen Mutter geboren. Ab 2013 lernte sie Schauspiel und Diktion bei Mario Grossi am Centro Sperimentale di Cinematografia in Rom und besuchte einen französischsprachigen Workshop am Deutsch-Französischen Forschungsinstitut Saint-Louis. Außerdem besuchte sie die private französische Schauspielschule Cours Florent in Paris. 2017 spielte Peluso in der Fernsehserie Die Toten von Turin in einer Folge die Sofia und gab somit ihr Debüt als Schauspielerin. Es folgten rund ein Dutzend weitere Auftritte.
Neben Italienisch spricht Peluso Griechisch als Muttersprache sowie fließend Englisch und Französisch.

## Filmografie (Auswahl)
- 2018: Romanzo famigliare (Miniserie, 6 Folgen)
- 2020: Il Regno
- 2020: Unter der Sonne Ricciones (Sotto il sole di Riccione)
- 2020: Cosa sarà
- 2021: La compagnia del cigno  (Fernsehserie, 12 Folgen)
- 2021: Nudes: Online bloßgestellt (Nudes, Fernsehserie, 3 Folgen)
- 2022: Carné e s (Kurzfilm)[5]
- 2022: La guerra di Valeria (Kurzfilm)
- 2022: Der Kolibri – Chronik einer Liebe (Il colibrì)
- 2022–2024: Für die Kämpfer, für die Verrückten (Tutto chiede salvezza) (Fernsehserie, 12 Folgen)
- 2023: Griechischer Salat (Salade Grecque, Miniserie, 7 Folgen)
- 2023: Der Zopf (The Braid)
- 2023: Les indociles (Fernsehserie, 2 Folgen)
- 2024: Dieci minuti
- 2024: L’enfant qui mesurait le monde
- 2024: L’ora di tutti
- 2024: Mani nude